# 조엘 슈날
조엘 슈날(독일어: Joël Chenal, 1977년 10월 10일~)은 프랑스의 전직 알파인 스키 선수이다. 올림픽에 3회(1998, 2002, 2006) 참가했고 2006년 동계 올림픽 남자 대회전 부문에서 은메달을 획득했다.